# Coriolano Martirano
Coriolano Martirano (Cosenza, 1503 – Napels, 26 augustus 1557) was bisschop van San Marco Argentano in het koninkrijk Napels, een land dat deel uitmaakte van het Spaanse Rijk der Habsburgers. Martirano was een humanistische toneelschrijver en geleerde.
Hij was daarnaast staatssecretaris of segretarius van het koninkrijk Napels van 1549 tot 1554.

## Levensloop

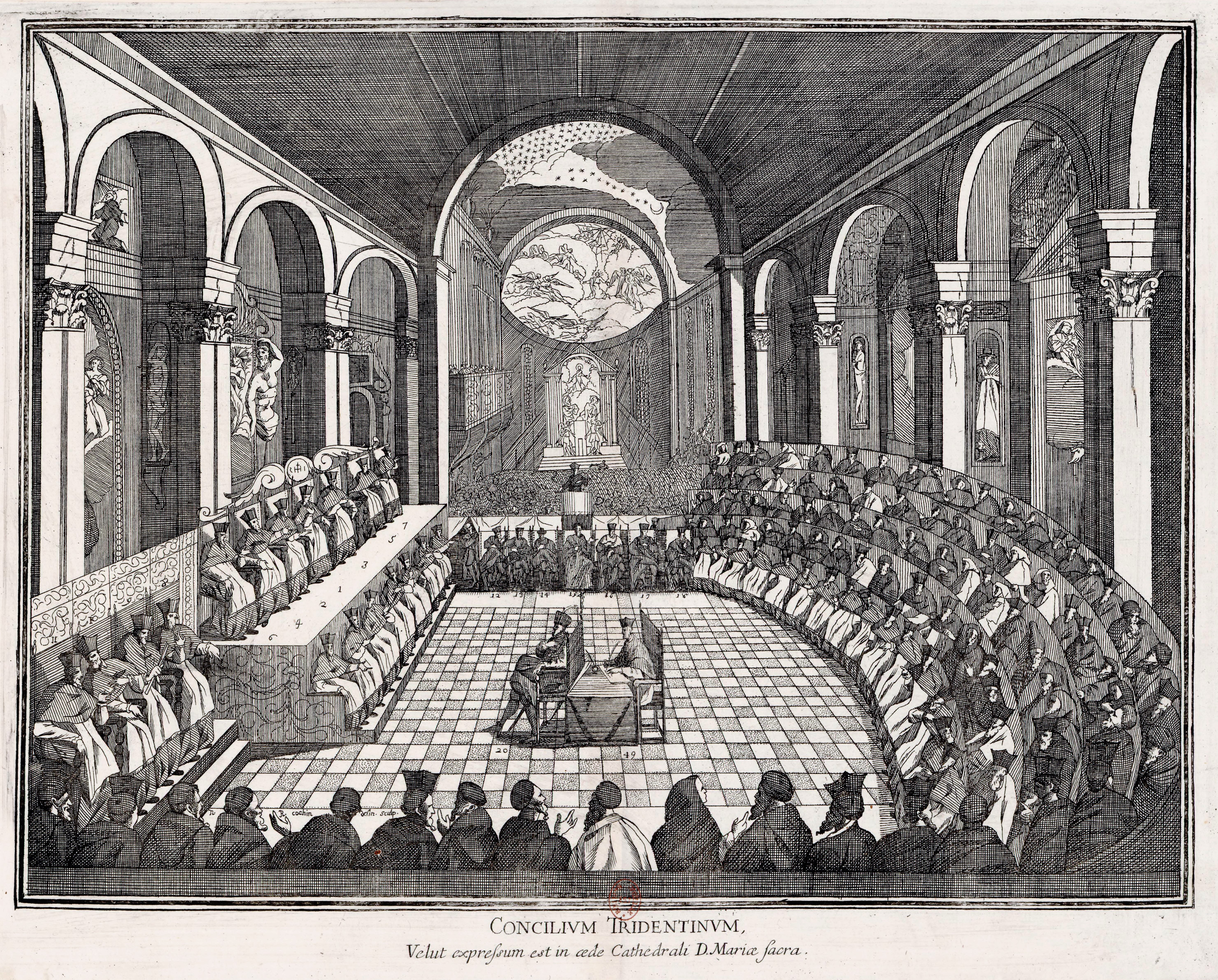
Concilie van Trente

Martirano werd geboren uit een adellijke familie in Calabrië, in het koninkrijk Napels. In zijn opleiding kreeg hij steun van zijn oudere broer Bernardino Martirano. Deze broer was staatssecretaris van Napels en literair onderlegd. Martirano zelf volgde een opleiding in Latijn en Oudgrieks. Zo geraakte hij betrokken bij een kring van Zuid-Italiaanse humanisten. In 1529 kreeg Martirano, dankzij zijn broer, het ambt van douanier in de haven van Gaeta.
Zijn carrière werd verder gestuurd naar een kerkelijke carrière. In 1530 woonde Martirano in Rome, waar paus Clemens VII hem tot bisschop van San Marco Argentano in Calabrië benoemde. Deze benoeming was gevraagd door keizer Karel V, die ook koning van Napels was. Martirano woonde nauwelijks in zijn bisdom; hij stelde de bisschopswijding viermaal uit. Waarschijnlijk werd hij nooit tot bisschop gewijd.
Zo woonde Martirano voor de volgende vijftien jaar in Rome waar hij correspondeerde met humanisten, onder meer Johann Albrecht Widmanstetter (1506-1557). Het was de periode waarin hij toneelstukken in het Latijn schreef.
Van 1545 tot 1547 woonde hij in Trente, waar hij concilievader was in het Concilie van Trente op order van Pedro Alvarez de Toledo, de Spaanse onderkoning van Napels. Tussenin reisde hij naar Venetië om zijn werken bij de uitgever te bezorgen. Op het concilie trok hij partij voor de Spaanse bisschoppen. Martirano nam deel aan alle sessies en protesteerde, samen met hen, dat het Concilie zich zou verplaatsen naar Bologna. 
Van 1549 tot 1554 verbleef bisschop Martirano in Napels. Hij bekleedde er het ambt van staatssecretaris van Napels, in opvolging van zijn broer Bernardino. Tussenin nam hij toch wel deel aan de sessies van het Concilie van Trente in de jaren 1551 en 1552. Een plaatsvervangend staatssecretaris bleef in Napels. 
Na zijn dood ging de grote boekenverzameling van Martirano over op familieleden en een deel belandde in de kerk van San Giovanni in Carbonara. 

## Werken
- Tragedies. Het gaat om acht drama’s geschreven in het Latijn doch geïnspireerd op de Griekse Oudheid. Het gaat om Medea, Electra, Hippolytus, Bacchae, Cycloop, Phoinissae en Prometheus, alsook het drama Christus Patiens (de Lijdende Christus) dat een aparte plaats inneemt. Deze laatste tragedie werd in Parma in 1786 nog uitgegeven met een Italiaanse vertaling.
- Komedies. Martirano schreef twee theaterstukken van humoristische aard. Ze dragen als titel Plutus en Nubes.
- Epistolae familiares.[4] Dit is een collectie van brieven die hij dezelfde titel gaf zoals Cicero aan zijn correspondentie gaf. Martirano schreef 51 brieven en mogelijks zijn andere brieven verloren gegaan.[5] De bestemmelingen waren zijn broer Bernardino (26 brieven), Widmanstetter (7 brieven) en Vincenzo Pontieri (4 brieven) als belangrijkste.
- Poëzie. Hij vertaalde naar het Latijn de Odyssee, Batrachomyomachia en Argonautica. Daarnaast zijn nog van zijn hand elegieën, epigrammen en stukken uit de Ilias in Latijnse dichtvorm herschreven.